# حاز (أمانة العاصمة)

تعديل مصدري - تعديل

حاز هي إحدى قرى مديرية ضواحي الأمانة همدان التابعة لمحافظة أمانة العاصمة صنعاء اليمنية، بلغ  تعداد سكانها 3954 نسمة حسب الإحصاء الذي أجري عام 2004.